# Cibin RSR
Cibin RSR (rusko Цыбин РСР, Reaktivni Strategičeski Razvedčik) je bilo dvomotorno nadzvočno izvidniško letalo z dolgim doletom, ki ga je predlagal sovjetski konstruktor Pavel Vladimirovič Cibin.
Delo na strateškem bombniku, ki bi za pogon uporabljal potisno cev (ramjet) se je začelo leta 1954. Dizajn se je izkazal za nepraktičnega, zato so predlagali manjšega 2RS, ki bi bil izstreljen z bombnika Tupoljev Tu-95. Tudi ta predlog je bil neuspešen, ker letalo ni imelo dovolj dosega, da bi se transkontinentalni misiji vrnilo domov. Prav tako ni bil zmožen dostaviti termonuklearne bombe.  
Kasneje so predlagali izvidniško verzijo RSR, ki pa je uporabljala turboventilatorske motorje Solovjev D-21. Primarno je bil grajen iz aluminija. Na višini 20 km naj bi letel pri hitrosti 2 Macha, dolet naj bi bil 3.760 km (2.340 mi).
Pozneje (1957) so razvili počasnejšo verzijo NM-1, ki je uporabljala turboreaktivne motorrje Mikulin AM-5. Prvič je poletel 7. aprila 1959. Kasneje je Nikita Hruščev prekclil program. 

## Specifikacije (NM-1)
Podatki iz The Osprey Encyclopedia of Russian Aircraft 1875 - 1995
Splošne karakteristike
- Posadka: 1
- Dolžina: 26,57 m (87 ft 3¼ in)
- Razpon kril: 10,48 m (34 ft 4⅝ in)
- Višina:  ()
- Površina kril: 64 m² [1] (689 ft²)
- Teža praznega letala: 6355 kg (14010 lb)
- Naložena teža: 9000 kg (19800 lb)

 Zmogljivost 
- Maks. hitrost: 500 km/h (324 vozlov, 373 mph)
- Višina leta: 4000 m (13000 ft)